# Sonatas de Domenico Scarlatti

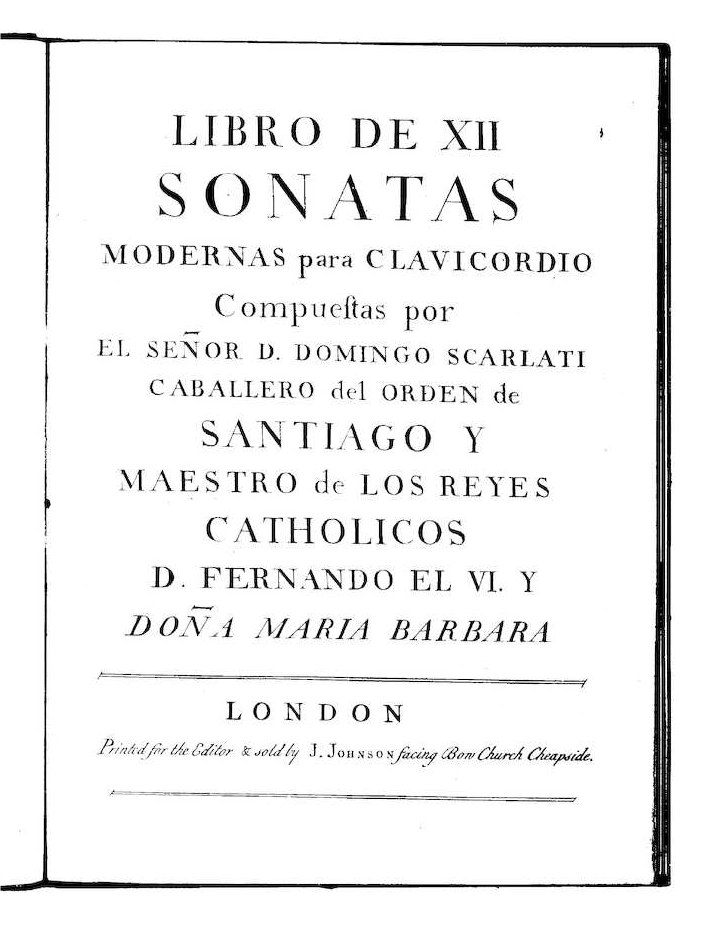
Edición de doce sonatas de D.Scarlatti por John Johnson (Londres, 1752)

Giuseppe Domenico Scarlatti (1685-1757) compuso a lo largo de su vida 555 sonatas para teclado, la mayoría durante sus años de servicio a las monarquías portuguesa y española, que han acontecido piezas fundamentales en el repertorio de teclistas de la Música Clásica y de la Música Antigua.

## Contexto
Desde principios del siglo XVII, la mayoría de monarquías europeas pasaron a considerar entre sus objetivos fundamentales la formulación de un arte oficial, estrechamente controlado y dirigido, y la Corte pasó a ser un gran centro cultural. J. Ll. Palos habla de "un verdadero ejército de constructoras de la gloria”, integrado por escritores, pintores, arquitectos, músicos y escenógrafos que desarrollaron una cultura cortesana destinada a definir el fasto y la solemnidad de las ceremonias públicas, un lenguaje formal al servicio de la exaltación del rey.
La casa real española en el siglo XVIII centralizó un núcleo de alto valor artístico, especialmente en relación con las diversiones o espectáculos teatrales y con la música de tecla. Según C. Bordas, Maria Bárbara de Braganza, esposa de Fernando VI, es la figura musical más relevante, cuya llegada en Madrid en 1729 supuso el enriquecimiento de la vida musical de Palacio con los espectáculos de Farinelli (que estaba en España desde el 1737 al servicio de Felipe V) y con el surgimiento de una escuela de tecla creada alrededor de la figura de Scarlatti que pervivió durante todo el siglo. Hasta los primeros años del siglo XVIII el clave en España era considerado un instrumento acompañante o de estudio, pero con Maria Bárbara de Braganza adquiere la posición de instrumento solista, y aparte de Scarlatti también serán importantes en la creación para este instrumento otros compositores contemporáneos de la Corte, como Carlos Seixas y Sebastián de Albero.
La sociedad española era altamente jerarquizada. En el modelo de vida nobiliaria, casi toda la jornada estaba dedicada al ocio, mientras que para la mayoría de gente este era muy reducido. Los hombres tenían mucha más libertad que las mujeres y al acabar el trabajo se solían reunir un rato en la taberna o en el mesón para hablar, beber y jugar, lugar donde seguramente Scarlatti conoció la música popular.La música, unida al baile, tenía un papel muy importante en la diversión de todas las clases sociales. Entre los nobles, saber música, tocar instrumentos, cantar y bailar eran actividades consideradas imprescindibles para llevar la vida de calidad que pretendían, y le dedicaban buena parte del tiempo, como placer individual y como práctica de relaciones sociales. Igualmente, para las clases populares, la música y el baile eran muy importantes en las fiestas.
Cómo se observa en las sonatas de Scarlatti, se producía lo que M. Pérez Samper denomina un fenómeno de “circularidad cultural”, en el que mientras la música culta se hacía famosa y sus melodías se difundían entre las clases populares, también las músicas y bailes del pueblo servían de inspiración a los grandes artistas, que los recreaban como obras cultas. Por lo tanto, tenemos que pensar que la inspiración popular de las sonatas de Scarlatti no es única, y de hecho se encuentra en otros compositores contemporáneos a él como Cantallops, autor de una sonata en Do menor con sugerencias de zapateado, plasmada en un manuscrito de piezas para teclado que poseía el Duque de Villahermosa, don Alfonso Urzaiz y Azlor de Aragón.

## Características formales
Las sonatas de D. Scarlatti tienen una estructura binaria compuesta por una primera parte a modo de exposición y una segunda parte que repite, con algunas variaciones, los elementos melódicos y rítmicos que habían aparecido ya en la primera. Cada parte se repite y acaba con cadencias similares, la primera a menudo en la dominante y la segunda en la tónica. Se trata de una estructura típica de las sonatas de la época, que encontramos en otras sonatas para tecla de compositores contemporáneos de Scarlatti, como Antonio Soler.

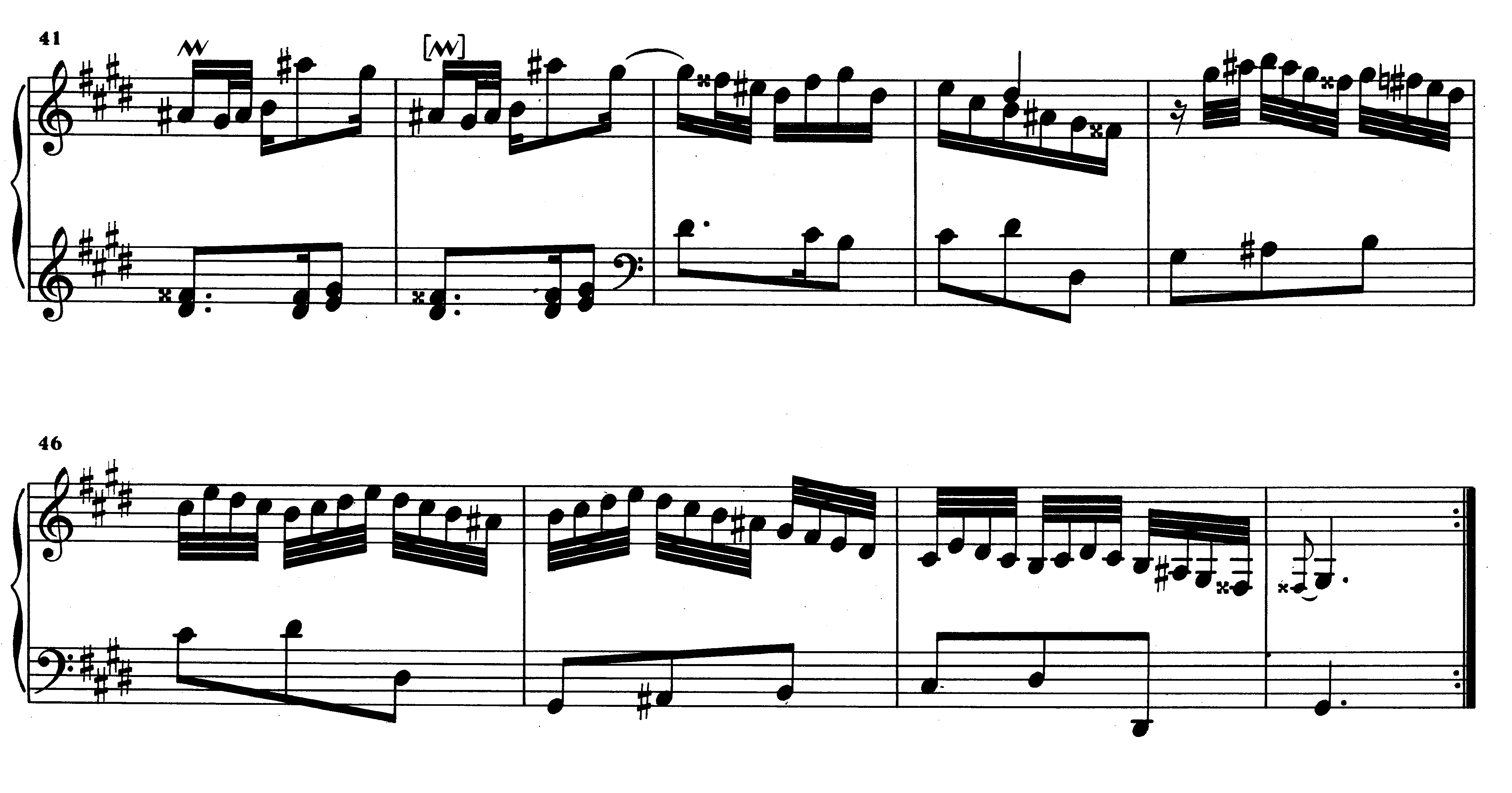
Últimos nueve compases de la primera parte de la sonata K.247, en Do # menor. Concluye con una cadencia a Sol# menor.

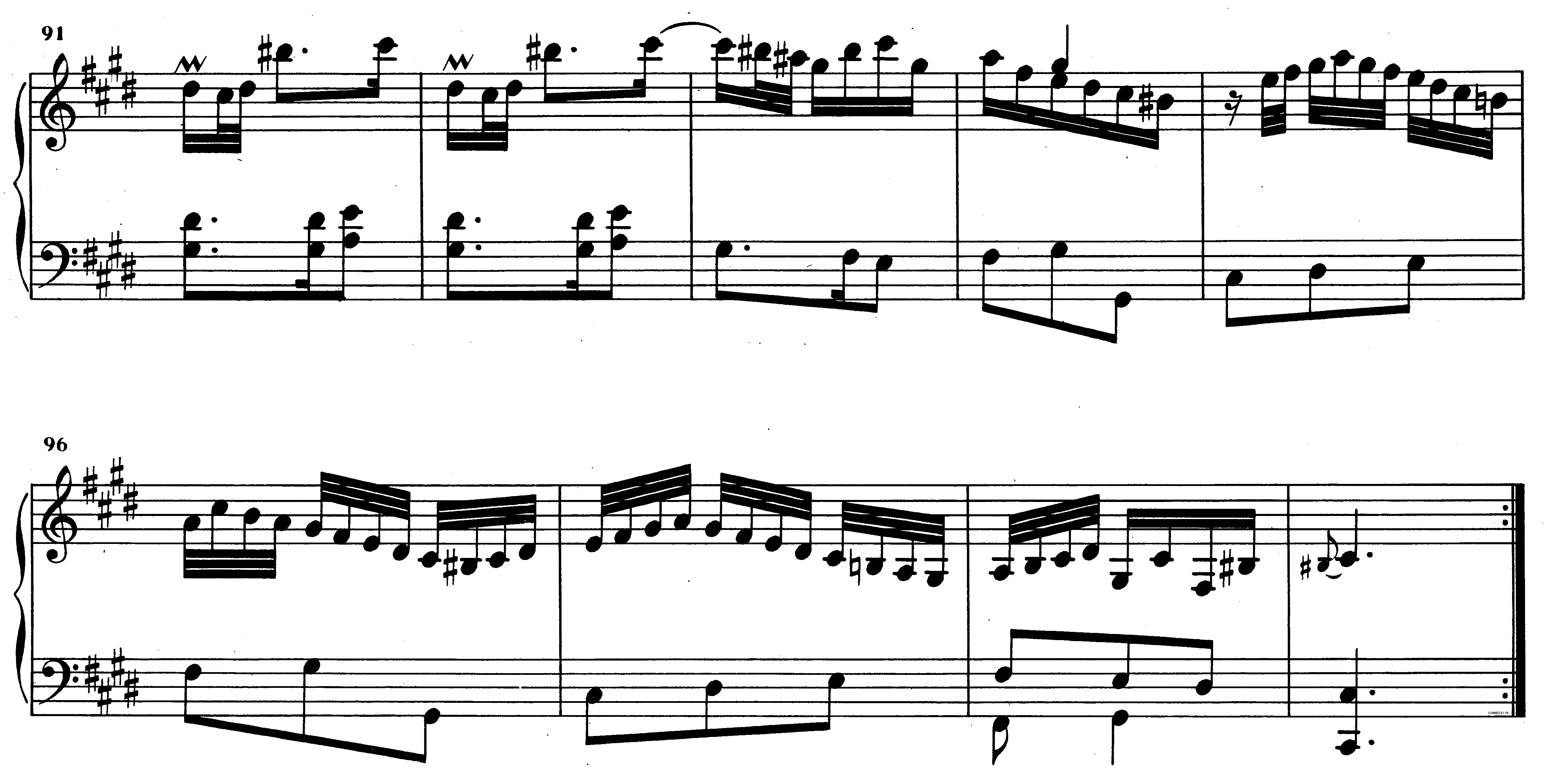
Últimos nueve compases de la segunda parte de la sonata K. 247. Concluye con una cadencia muy similar a la utilizada en el final de la primera parte pero, este golpe, sobre la tónica, Do# menor.

Los motivos musicales son muy ricos y variados en cada sonata, por lo que se ha dicho que el compositor explora todas las capacidades del teclado del instrumento, exploración que en algunas sonatas conduce a dificultades de ejecución para el intérprete, con saltos de octava o mayores, arpegios complicados, escalas rapidísimas o cruzamientos de manos, como en la sonata K. 56, en Do menor.

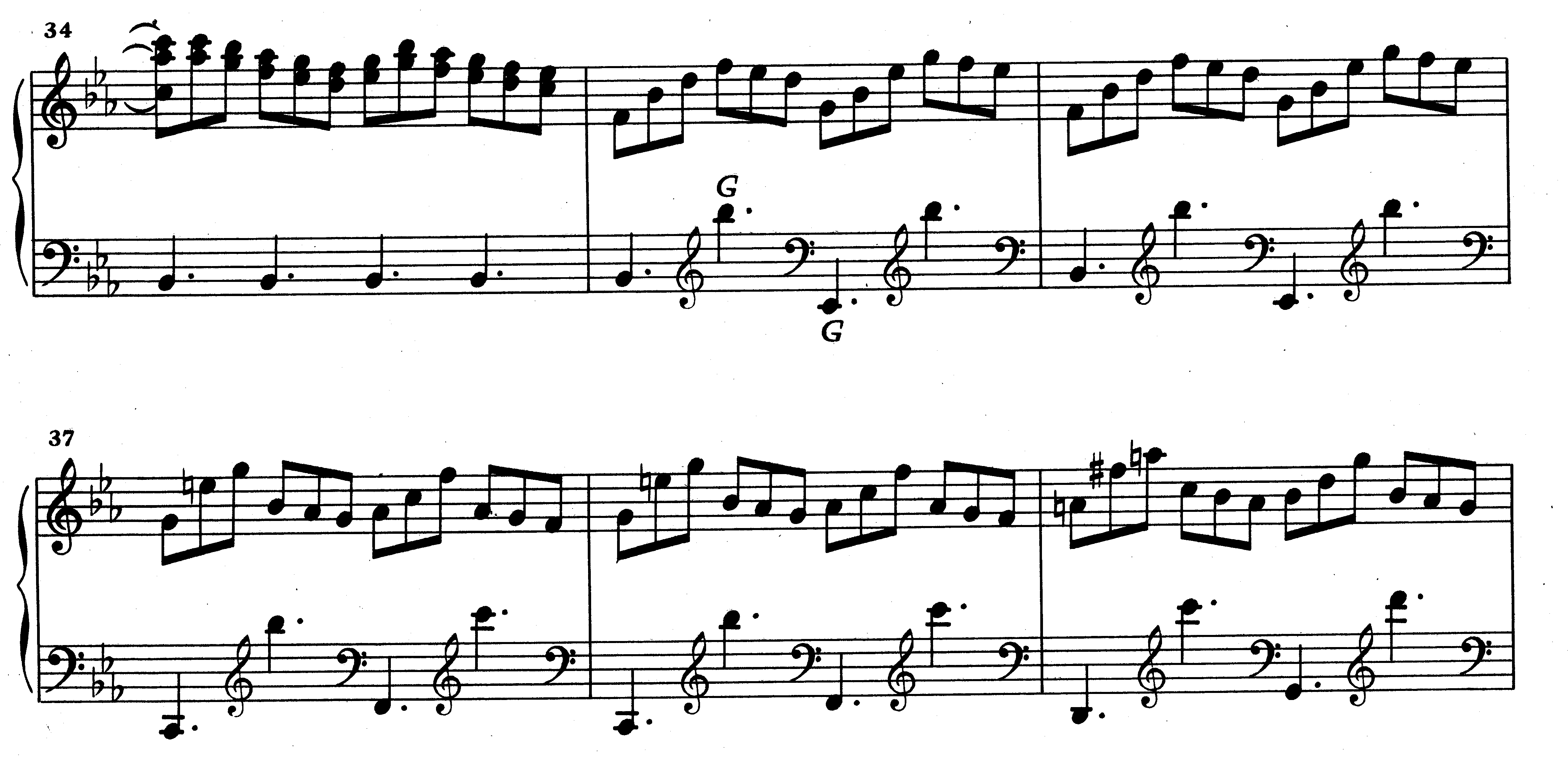
Fragmento de la sonata K. 56. En la partitura se observa la serie de saltos superiores a la octava (llegan a la quincena) que el músico tiene que tocar con la mano izquierda, mientras mantiene la mano derecha en un mismo registro, hecho que provoca numerosos cruzamientos seguidos.

Por otro lado, uno de los rasgos más extraordinarios de las sonatas en el contexto de la época es la gran habilidad en las modulaciones: unas son en progresión, otras aparecen en intervalos y en ocasiones son abruptas, casos en que el oyente es llevado sin transición hacia otra región tonal, a veces muy alejada (a menudo a un tono entero o a una tercera de distancia).

## Características estilísticas
Para L. Á. de Benito, el estilo de Scarlatti presenta disonancias atrevidas y salvajes, incluso agresivas, que imitan la mano del gitano en la guitarra, y que Bach, Händel, Mozart y Beethoven nunca se atrevieron a utilizar. De hecho, Scarlatti es el pionero en dignificar la música popular convirtiéndola en música de salón. El 1927, F. Malipiero manifestó haber identificado habaneras y malagueñas en las sonatas de Scarlatti, y J. Clark el 1976 identificó saetas, bulerías, pasajes cromáticos flamencos y peteneras.. Así mismo, se han identificado seguidillas, fandangos, canarios, jotas y zapateados. Además, R. Puyana también considera que algunas sonatas reproducen boleros mallorquines, como la K. 380 o la K. 491. Igualmente, tenemos que tener en cuenta que en la música popular hispánica permanecían influencias de la cultura árabe como la tonalidad frigia, y la cadencia frigia es presente en algunas sonatas como la K. 492.
Se ha dicho que Scarlatti absorbe el proto-flamenco en Sevilla, pero, siguiendo Kirkpatrick, de Benito duda de esto y propone que lo absorbe en los mesone u hostales de Madrid. En todo caso, pero, estas obras no solo se inspiran en la música popular hispánica, sino que también encontramos influencias de música popular italiana y canciones navideñas, como en la K. 513, que incluye una pastoral siciliana y una posible tarantela de Santa Clara. Y también se inspira en la música del entorno de la Corte, como el “toque de los infantes”, que según de Benito plasma en la K. 33, y en la de las fiestas religiosas, sobre todo las procesiones de Semana Santa, como en la K. 490.
Por otro lado, es difícil clasificar las sonatas de Scarlatti dentro de un estilo general determinado de la Historia de la Música, puesto que, a pesar de que generalmente se considera la primera mitad del siglo XVIII como el periodo Barroco tardío y la segunda como el periodo Clásico, en realidad, como explican Burkholder, Grout y Palisca, el siglo XVIII se puede considerar como un periodo en sí mismo caracterizado por los cambios, en que elementos de lo que se configuraría como el estilo Clásico están presentes ya al inicio y ecos del Barroco todavía perviven hasta el final. Así, el estilo general de estas sonatas en el contexto artístico de la época ha sido identificado por diferentes especialistas como barroco, como precursor del clasicismo o como estilo propio basado en la música popular española.
A. Tudurí, B. Sierra y A. Díaz han analizado una muestra de 390 sonatas de forma matemática a partir de su formato MIDI comparándolas con piezas puramente barrocas y clásicas, el que los ha dado como resultado que las sonatas de Scarlatti se encuentran más próximas en el Clasicismo que al Barroco en una proporción del 70 %. De Benito no duda en calificar estas sonatas de estilo rococó, y R. Alier las considera de estilo galante. De hecho, la definición de estilo galante de Daniel Gottlob Türk (1750-1813) encaja perfectamente con las características en cuanto a la libertad de reglas de armonía y modulación que se observa en las sonatas, a la vez que, según Burkholder, Grout y Palisca, el estilo galante hacía énfasis en una melodía formada por gestos cortos a menudo repetidos organizados en frases de dos, tres o cuatro compases que se combinaban en unidades más grandes y se puntuaban por medio de cadencias frecuentes, cosa que, por ejemplo, se observa claramente en la sonata K. 247. Pero según estos últimos, el estilo de las sonatas de Scarlatti no se puede denominar galante porque, a pesar de que usa secciones que recuerdan el estilo galante, el acompañamiento armónico no es sobrio sino que tiene una importancia primordial, otorgando una propulsión a los motivos melódicos. Según Ottaway, sería un estilo a medio camino entre el mundo de la polifonía antigua y el de la era galante.

## Instrumento

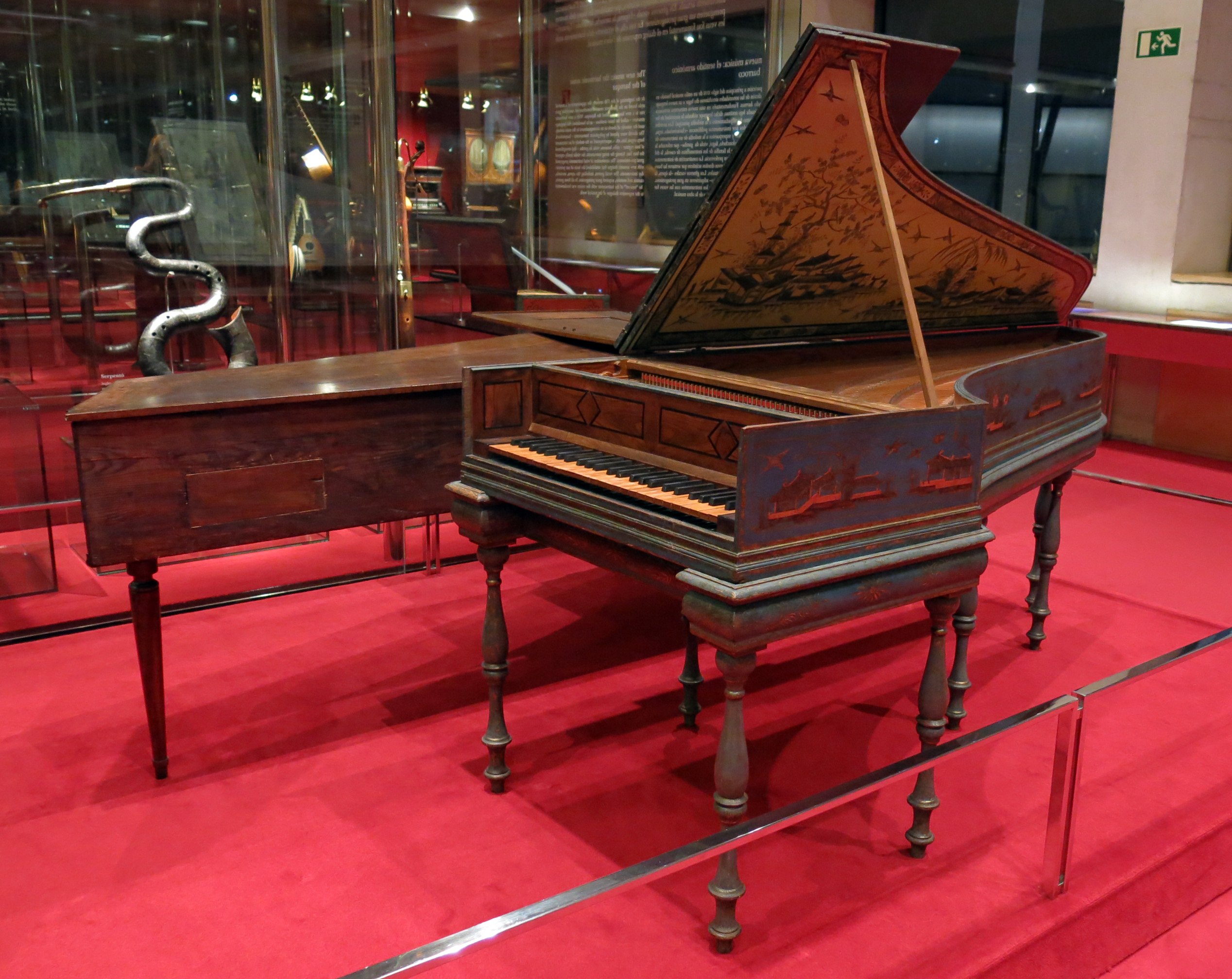
Clavicémbalo de 1737 (Museo de la Música de Barcelona)

En cuanto al instrumento al que iban dedicadas estas sonatas, los manuscritos de Venecia y Parma especifican “cembalo”, mientras que las referencias españolas a “clavicordio” generan confusión, dado que, como dice Pagano, pueden referirse a “clavicordio de plumas” o a “clavicordio de piano”, siendo este último el antecedente del piano actual, que Domenico Scarlatti denominaba “arpicembalo che fa il piano e il forte”, instrumento creado por B. Cristofori para Fernando de Médici, y que el compositor había tenido ocasión de tocar en Florencia. Tenemos que tener en cuenta que las primeras sonatas escritas específicamente para piano son las 12 Sonate da cimbalo di piano e forte detto volgarmente di martelletti, de Lodovico Giustini, dedicadas a don Antonio de Braganza, el tío de Maria Bárbara, fechadas en el 1714. Además, la reina tenía, según su inventario, tres “Clavicordios de piano, echos en Florencia”; y Farinelli tenía un instrumento construido en Madrid por don Diego Fernández que, aparte de tocar pianos y fortes, tenía pedales y diferentes registros, lo que entusiasmaba a la reina. En todo caso, parece que Scarlatti, a pesar de que tocó instrumentos de martillo tanto en Italia como la península ibérica, organizó sus sonatas para el clavecín estándar, instrumento que conocía a la perfección.

## Fuentes manuscritas

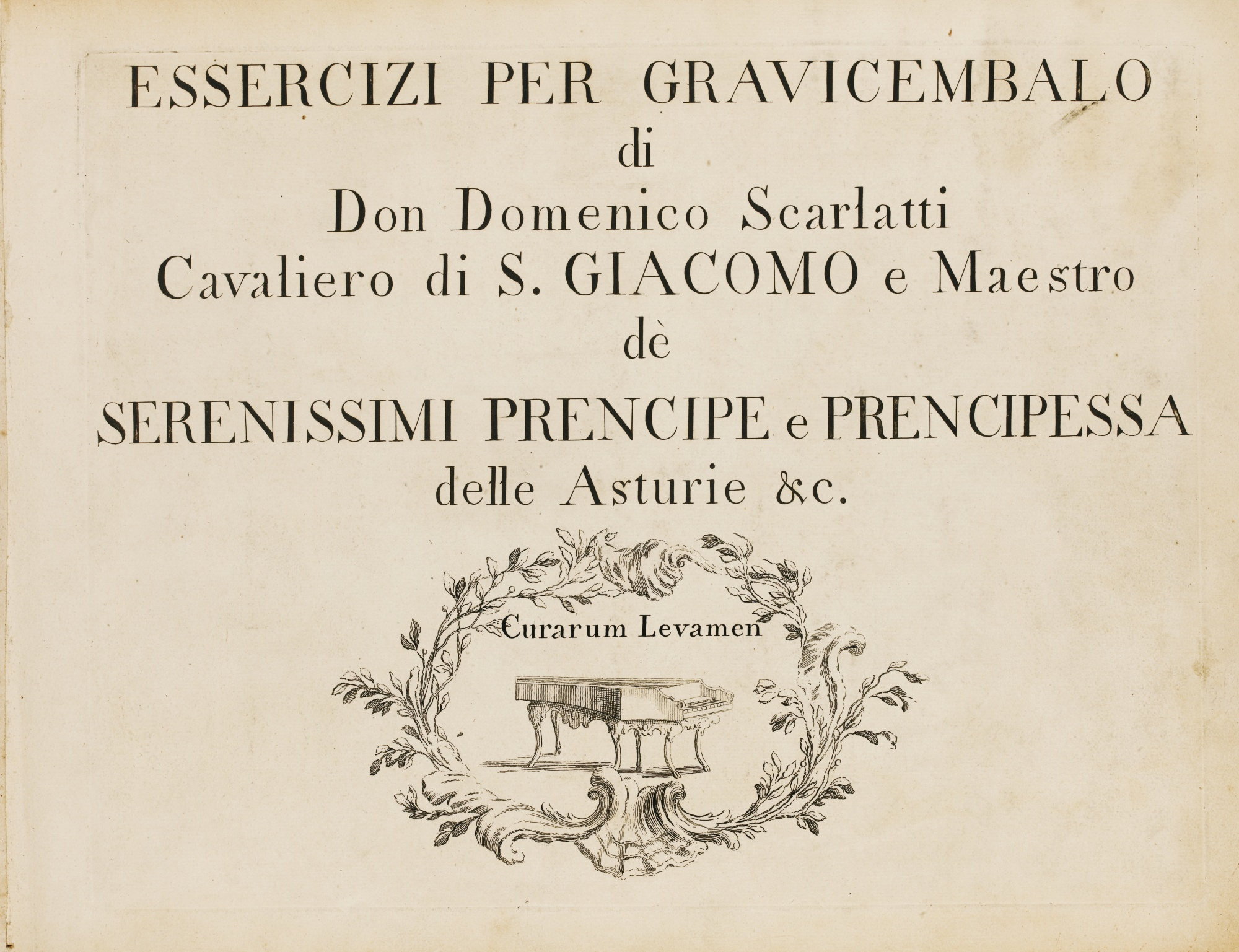
Primera página de los Essercizi per gravicembalo (1738)